# Hagibis (banda)
Hagibis fue un famoso grupo de rock filipino apodado como los Village People de Filipinas. Su éxito en las décadas de los 60, 70 y 80 contribuyó a la evolución del Pinoy Rock and roll, así como a la fusión de géneros musicales conocida como "Music of the Philippines" (OPN). Ellos pertenecen a la generación de la misma línea de otras bandas reconocidas como  Hotdog, Juan de la Cruz, Banyuhay ni Heber, APO Hiking Society, Boy friends, VST & Co. y Asin, entre otras. 
Hagibis se formó en Manila, en los últimos años de la década de los años 70. En sus inicios la banda estaba formada por  Bernie Fineza, Mike Respall, Sonny Parsons, Joji García y Mon Picazzo. Mike Hanopol era el maestro y compositor de Hagibis, más conocido por su imagen y sus canciones al igual que lo fueron otros famosos como Katawan y Lalake. 
En la década de los 80 Sonny Parsons pasó a convertirse en un actor del cine de acción. Los integrantes hicieron que Hagibis llegara a la pantalla grande participando en una película de acción dirigida en 1981 por Tony Ferrer con un reparto integrado por Legs Katawan Babae, Myrna Castillo, Laarni Enríquez y Dinah Domínguez.

## Discografía

### Hagibis
- Ilagay Mo Kid
- Babae
- Nanggigigil
- Legs
- Katawan
- Iduduyan Kita
- Bintana
- Hagibis Theme

### HumaHagibis álbum
- Lalake
- Walang Gulat
- Darating Ako
- Mandurugas
- Damit
- Maginoo
- Malikot
- Mama Monchang

### Walang Katapat
- G.R.O.
- O.C.W.
- Pagbabalik
- Mr. D.I.
- Hard To Let You Go
- Kayabangan
- Seksi
- Chick Boy
- Macho
- A Feeling Just For You